# Pidonia paradisiacola
Pidonia paradisiacola är en skalbaggsart som beskrevs av Mikio Kuboki 1977. Pidonia paradisiacola ingår i släktet Pidonia och familjen långhorningar.
Artens utbredningsområde är Taiwan. Inga underarter finns listade i Catalogue of Life.